# شيلدون كوري
شيلدون كوري هو كاتب كندي، ولد في 1934.